# Maren Urner

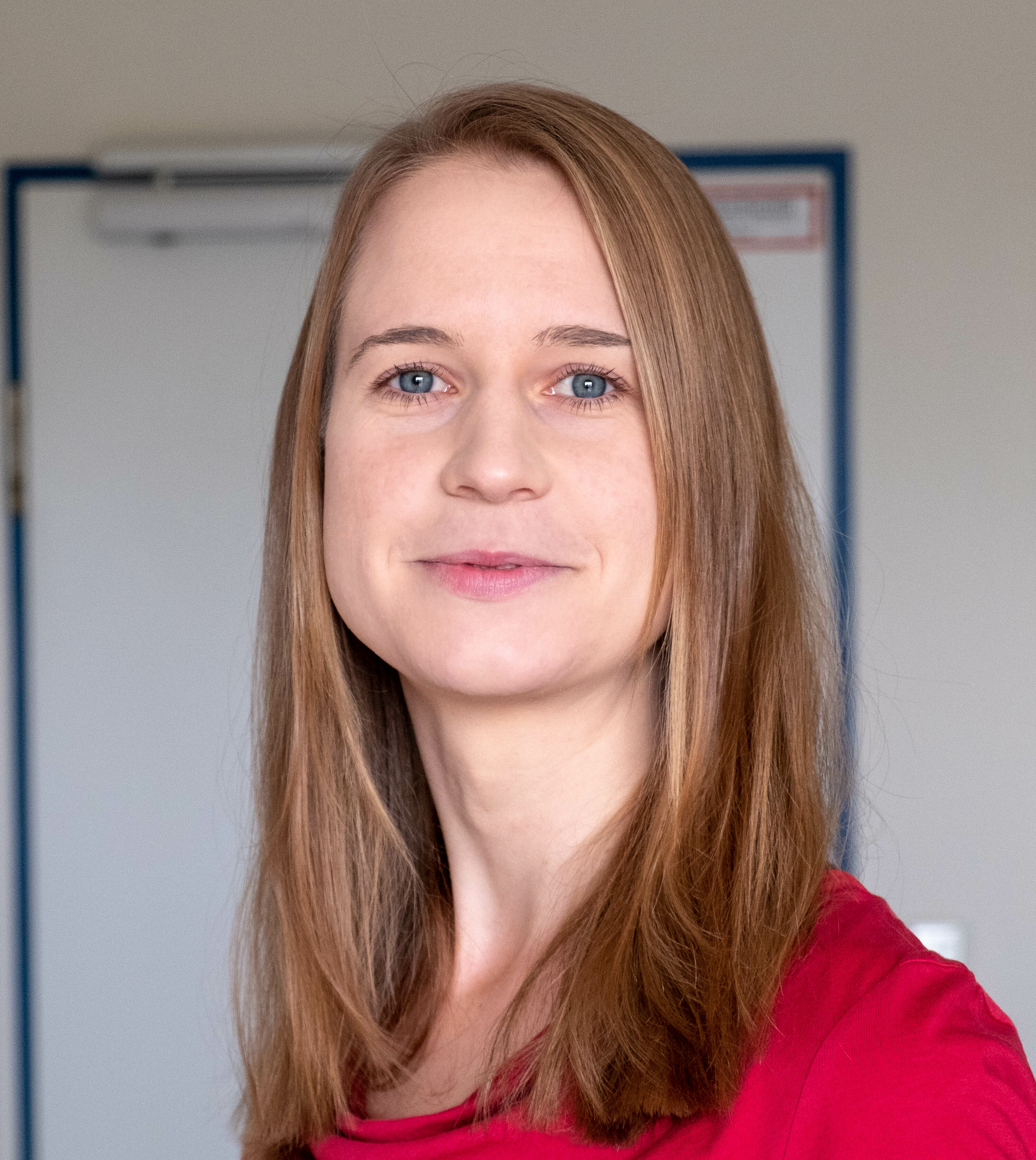
Maren Urner (2018)

Maren Urner (* 1984 in Herford) ist eine deutsche Neurowissenschaftlerin und Autorin.
Urner ist Mitgründerin des 2016 entstandenen Online-Magazins Perspective Daily. Nach ihrer Zeit als Professorin für Medienpsychologie an der Hochschule für Medien, Kommunikation und Wirtschaft in Köln ist sie seit September 2024 Professorin für Nachhaltige Transformation an der FH Münster. Urner vertritt die Notwendigkeit des Konstruktiven Journalismus.

## Leben
Maren Urner war einige Jahre als freie Journalistin bei der Neuen Westfälischen tätig. Sie studierte Cognitive Science von 2004 bis 2007 an der Universität Osnabrück und der McGill University in Kanada und von 2007 bis 2009 Cognitive Neuroscience an der Radboud Universiteit Nijmegen in den Niederlanden. Ab 2009 forschte sie am University College London in der Arbeitsgruppe von Geraint Rees und mit Karl Friston in Neuroscience und wurde 2013 dort promoviert. 2016 gründete sie zusammen mit Han Langeslag Perspective Daily, ein Magazin, das sich dem Konstruktiven Journalismus verschrieben hat. Bis März 2019 war sie dort Geschäftsführerin und Chefredakteurin. Nach ihrer Zeit bei Perspective Daily war sie bis Ende August 2024 Professorin für Medienpsychologie an der Hochschule für Medien, Kommunikation und Wirtschaft in Köln. Seit September 2024 ist Maren Urner Professorin für Nachhaltige Transformation an der FH Münster. Zusätzlich hat sie die Studiengangsleitung des neuen Masterstudiengangs Nachhaltige Transformationsgestaltung angenommen.

## Forschung und Lehre
Ihr Forschungsschwerpunkt ist die psychische und neuronale Informationsverarbeitung. Im Rahmen ihrer Professur der Medienpsychologie konzentrierte sie sich auf die Themenbereiche Konstruktiver Journalismus und Lösungsjournalismus inklusive der Medienwirkungsforschung. Aktuell fokussiert sie sich auf die Gelingensbedingungen für eine Nachhaltige Transformation auf individueller und gesellschaftlicher Ebene. In der Lehre vertritt sie z. B. die Fächer Grundlagen im Transformationsfeld Soziales und Gesellschaft, Herausforderungen der nachhaltigen Transformation und Nachhaltigkeitsmanagement und Berichterstattung.

## Positionen
Laut Maren Urner ist es ein Problem, dass Nachrichtensendungen, Zeitungen und Online-Medien hauptsächlich über negative Ereignisse berichten, sodass Medien-Konsumenten ein zu negatives, nicht der Realität entsprechendes Weltbild erhalten. Die übermäßige Negativität kann gesundheitliche Folgen wie chronischen Stress und Ohnmachtsgefühle verursachen. Als Bewältigungsstrategie wenden sich manche Menschen vom Großteil der Medien ab. Für Urner besteht daher die Notwendigkeit, die mediale Berichterstattung lösungsorientierter zu gestalten und positiven Entwicklungen mehr Aufmerksamkeit zu widmen. So sei es möglich, Menschen zu motivieren und Fatalismus zu vermeiden. Als Kolumnistin der Frankfurter Rundschau schreibt sie regelmäßig Artikel zu ihren Positionen.
Darüber hinaus wirbt Urner für einen bewussteren Umgang mit Emotionen. Rationale Entscheidungen seien unmittelbar mit Emotionen verknüpft, weswegen es unmöglich sei, Rationalität und Emotionalität voneinander zu trennen. Laut Urner setzen sich viele Menschen nicht in ausreichendem Maße damit auseinander, wie sie und andere fühlen. Die Folge dieser mangelnden emotionalen Reife sei eine Zunahme von Hassrede im öffentlichen Diskurs. Urner schlägt daher vor, Personen einer emotionalen Reifeprüfung zu unterziehen, bevor sie ein politisches Amt übernehmen.
Urner weist auf die zunehmende Bedeutung unserer Aufmerksamkeit als wichtigste Ressource hin, wodurch manipulative Strategien von Populisten dies zur Ablenkung von Fakten zu überbetonten Spekulationen nutzen.

## Publikationen (Auswahl)

### Zeitschriften- und Sammelbandbeiträge
- mit Guido van Wingen, Mark Rijpkema, Guillén Fernández, Indira Tendolkar: Genetic variation of the alpha2b-adrenoceptor affects neural correlates of successful emotional memory formation. In: Human Brain Mapping. Band 36, Nr. 11, 2011, S. 2266–2275, doi:10.1002/hbm.21171.
- mit Dietrich Samuel Schwarzkopf, Karl J. Friston, Geraint Rees: Early visual learning induces long-lasting connectivity changes during rest in the human brain. In: Neuroimage. Band 77, 2013, S. 148–156, doi:10.1016/j.neuroimage.2013.03.050.
- mit Margarita Sarri, Jessica Grahn, Tom Manly, Geraint Rees, Karl J. Friston: The role of prestimulus activity in visual extinction. In: Neuropsychologia. Band 51, Nr. 8, 2013, S. 1630–1637, doi:10.1016/j.neuropsychologia.2013.05.005.
- mit Han Langeslag: Warum sich Medien auf das Zukunftsnarrativ konzentrieren können und wie dies gelingt. In: Thomas Pyhel (Hrsg.): Zwischen Ohnmacht und Zuversicht. oekom, München 2018, ISBN 978-3-96238-042-7, S. 147–160.
- mit Peter Gröpel, Jens C. Pruessner, Markus Quirin: Endurance- and Resistance-Trained Men Exhibit Lower Cardiovascular Responses to Psychosocial Stress Than Untrained Men. In: Frontiers in Psychology. Band 9, 1. Juni 2018, ISSN 1664-1078, doi:10.3389/fpsyg.2018.00852, PMID 29910757, PMC 5992644 (freier Volltext).
- SusTelling und Konstruktiver Journalismus: Ein perfektes Paar? In: Daniel Fischer, Sonja Fücker, Hanna Selm, Anna Sundermann (Hrsg.): Nachhaltigkeit erzählen: Durch Storytelling besser kommunizieren? (= DBU-Umweltkommunikation. Band 15). oekom, München 2021, ISBN 978-3-96238-275-9.

### Monographien
- Investigating the dynamic role of fluctuations in ongoing activity in the human brain. Dissertation, 2013, ISBN 978-3-656-96369-1 (PDF).
- Schluss mit dem täglichen Weltuntergang. Wie wir uns gegen die digitale Vermüllung unserer Gehirne wehren. Droemer Knaur, München 2019, ISBN 978-3-426-27776-8.
- Graeme Maxton mit Maren Urner, Felix Austen: Globaler Klimanotstand: Warum unser demokratisches System an seine Grenzen stößt. Komplett-Media, Grünwald 2020, ISBN 978-3-8312-0558-5.
- Raus aus der ewigen Dauerkrise: Mit dem Denken von morgen die Probleme von heute lösen. Droemer Knaur, München 2021, ISBN 978-3-426-27841-3.
- Radikal Emotional. Wie Gefühle Politik machen. Droemer Knaur, München 2024, ISBN 978-3-426-44776-5.[13]

## Auszeichnungen
- 2015: Auszeichnung als Kultur- und Kreativpilot durch das Bundesministerium für Wirtschaft und Energie (Perspective Daily)
- 2016 und 2017: Auszeichnung des Rates für Nachhaltige Entwicklung (Perspective Daily)
- 2017: ERM-Medienpreis für nachhaltige Entwicklung
- 2017: Medienpreis der Stiftung RUFZEICHEN GESUNDHEIT!
- 2017: Nominierung beim Grimme Online Award (Perspective Daily)[14]
- 2023: Engagement für Nachhaltigkeit, B.A.U.M (Bundesdeutscher Arbeitskreis für Umweltbewusstes Management (B.A.U.M.) e.V.)[15]